# کابینه نخست حامد کرزی
کابینه نخست کرزی در دوران جمهوری اسلامی افغانستان در انتخابات ریاست‌جمهوری افغانستان در سال ۱۳۸۳ حامد کرزی توانست پیروز انتخابات و تا انتخاب ۱۳۸۸ این منصب را عهده‌دار شد. کرزی کابینه خود را اعلام کرد که شامل ۲۶ وزیر بود و دو نفر از وزیران نیز زن بودند.

## اعضا
لیست زیر اعضای کابینه حامد کرزی در سال‌های ۱۳۸۳ تا ۱۳۸۸ می‌باشد.
| سمت                                    | نام                     | سال           | یادداشت                                                                                                 |
| -------------------------------------- | ----------------------- | ------------- | --- |
| رئیس‌جمهور                              | حامد کرزی               | ۲۰۰۴–۲۰۰۹     | |
| معاون اول                              | احمدضیاء مسعود          | ۲۰۰۴–۲۰۰۹     | |
| معاون دوم                              | کریم خلیلی              | ۲۰۰۴–۲۰۰۹     | |
| مشاور ارشد                             | هدایت امین ارسلا        | ۲۰۰۶–۲۰۰۹     | این سمت قبل از ۲۰۰۶ وجود نداشت.                                                                         |
| وزیر امور خارجه                        | عبدالله عبدالله         | ۲۰۰۴–۲۰۰۶     | |
| وزیر امور خارجه                        | رنگین دادفر سپنتا       | ۲۰۰۶–۲۰۰۹     | |
| وزیر دفاع                              | عبدالرحیم وردک          | ۲۰۰۴–۲۰۰۹     | |
| وزیر امور داخله                        | علی احمد جلالی          | ۲۰۰۴–۲۰۰۵     | |
| وزیر امور داخله                        | ضرار احمد مقبل          | ۲۰۰۵–۲۰۰۸     | |
| وزیر امور داخله                        | محمد حنیف اتمر          | ۲۰۰۸–۲۰۰۹     | |
| وزیر مالیه                             | انور الحق احدی          | ۲۰۰۵–۲۰۰۹     | |
| وزیر مالیه                             | عمر زاخیلوال            | ۲۰۰۹–۲۰۰۹     | |
| وزیر اقتصاد                            | محمدامین فرهنگ          | ۲۰۰۴–۲۰۰۶     | [ ۶ ]                                                                                                   |
| وزیر اقتصاد                            | محمدجلیل شمس            | ۲۰۰۶–۲۰۰۹     | |
| وزیر عدلیه                             | سرور دانش               | ۲۰۰۴–۲۰۰۹     | |
| وزیر اطلاعات و فرهنگ                   | آمنه صفی افضلی          | ۲۰۰۴–۲۰۰۶     | وزارت اطلاعات، فرهنگ و جوانان در سال ۲۰۰۶ تا ۲۰۰۹ با هم ادغام شدند و وزارتخانه اطلاعات وفرهنگ تشکیل شد. |
| وزیر اطلاعات و فرهنگ                   | سید مخدوم               | ۲۰۰۶–۲۰۰۶     | وزارت اطلاعات، فرهنگ و جوانان در سال ۲۰۰۶ تا ۲۰۰۹ با هم ادغام شدند و وزارتخانه اطلاعات وفرهنگ تشکیل شد. |
| وزیر اطلاعات و فرهنگ                   | کریم خرم                | ۲۰۰۶–۲۰۰۹     | وزارت اطلاعات، فرهنگ و جوانان در سال ۲۰۰۶ تا ۲۰۰۹ با هم ادغام شدند و وزارتخانه اطلاعات وفرهنگ تشکیل شد. |
| وزیر معارف                             | نورمحمد قرقین           | ۲۰۰۴–۲۰۰۶     | |
| وزیر معارف                             | محمد حنیف اتمر          | ۲۰۰۶–۲۰۰۸     | |
| وزیر معارف                             | غلام فاروق وردک         | ۲۰۰۸–۲۰۰۹     | |
| وزیر تحصیلات عالیه                     | امیر شاه حسن یار        | ۲۰۰۴–۲۰۰۶     | |
| وزیر تحصیلات عالیه                     | محمد اعظم دادفر         | ۲۰۰۶–۲۰۰۹     | |
| وزیر صنایع و تجارت                     | هدایت امین ارسلا        | ۲۰۰۴–۲۰۰۶     | وزارت صنایع در سال ۲۰۰۶ از وزارت معادن جدا و با تجارت ادغام شد.                                         |
| وزیر صنایع و تجارت                     | محمدامین فرهنگ          | ۲۰۰۶-? ?-۲۰۰۸ | وزارت صنایع در سال ۲۰۰۶ از وزارت معادن جدا و با تجارت ادغام شد.                                         |
| وزیر صنایع و تجارت                     | محمد حیدر رضا           |               | وزارت صنایع در سال ۲۰۰۶ از وزارت معادن جدا و با تجارت ادغام شد.                                         |
| وزیر صنایع و تجارت                     | وحیدالله شهرانی         | ۲۰۰۸–۲۰۰۹     | وزارت صنایع در سال ۲۰۰۶ از وزارت معادن جدا و با تجارت ادغام شد.                                         |
| وزیر انرژی و آب                        | اسماعیل خان             | ۲۰۰۴–۲۰۰۹     | |
| وزیر حمل و نقل و هوانوردی ملکی         | عنایت الله قاسمی        | ۲۰۰۴–۲۰۰۶     | |
| وزیر حمل و نقل و هوانوردی ملکی         | نعمت‌الله احسان جاوید    | ۲۰۰۶–۲۰۰۸     | |
| وزیر حمل و نقل و هوانوردی ملکی         | حمیدالله قادری          | ۲۰۰۸–۲۰۰۸     | |
| وزیر حمل و نقل و هوانوردی ملکی         | عمر زاخیلوال            | ۲۰۰۸–۲۰۰۹     | |
| وزیر حمل و نقل و هوانوردی ملکی         | حمیدالله فاروقی         | ۲۰۰۹–۲۰۰۹     | |
| وزیر امور زنان                         | مسعوده جلال             | ۲۰۰۴–۲۰۰۶     | |
| وزیر امور زنان                         | حسن‌بانو غضنفر           | ۲۰۰۶–۲۰۰۹     | |
| وزیر ارشاد، حج و اوقاف                 | نعمت‌الله شهرانی         | ۲۰۰۴–۲۰۰۹     | |
| وزیر فوائد عامه                        | سهراب علی صفری          | ۲۰۰۴–۲۰۰۹     | |
| وزیر صحت عامه                          | محمدامین فاطمی          | ۲۰۰۴–۲۰۰۹     | |
| وزیر زراعت، آبیاری و مالداری           | عبیدالله رامین          | ۲۰۰۴–۲۰۰۸     | |
| وزیر زراعت، آبیاری و مالداری           | محمدآصف رحیمی           | ۲۰۰۸–۲۰۰۹     | |
| وزیر معادن                             | میر محمد صدیق           | ۲۰۰۴–۲۰۰۶     | |
| وزیر معادن                             | ابراهیم عادل            | ۲۰۰۶–۲۰۰۹     | |
| وزیر مخابرات، تکنولوژی معلوماتی        | امیرزی سنگین            | ۲۰۰۴–۲۰۰۹     | |
| وزیر احیا و انکشاف دهات                | محمد حنیف اتمر          | ۲۰۰۴–۲۰۰۶     | |
| وزیر احیا و انکشاف دهات                | احسان ضیا               | ۲۰۰۶–۲۰۰۹     | |
| وزیر کار، امور اجتماعی، شهدا و معلولین | اکرام الدین معصومی      | ۲۰۰۴–۲۰۰۶     | وزارت معلولین شهدا با وزارت کار و امور اجتماعی در سال ۲۰۰۶ ادغام شدند.                                  |
| وزیر کار، امور اجتماعی، شهدا و معلولین | صدیقه بلخی              | ۲۰۰۴–۲۰۰۶     | وزارت معلولین شهدا با وزارت کار و امور اجتماعی در سال ۲۰۰۶ ادغام شدند.                                  |
| وزیر کار، امور اجتماعی، شهدا و معلولین | نورمحمد قرقین           | ۲۰۰۶–۲۰۰۹     | وزارت معلولین شهدا با وزارت کار و امور اجتماعی در سال ۲۰۰۶ ادغام شدند.                                  |
| وزیر امور سرحدات و قبایل               | محمد اعظم دادفر         | ۲۰۰۴–۲۰۰۸     | |
| وزیر امور سرحدات و قبایل               | ژنرال عبدالکریم براهویی | ۲۰۰۸–۲۰۰۹     | |
| وزارت شهرسازی و مسکن افغانستان         | یوسف پشتون              | ۲۰۰۴–۲۰۰۹     | |
| وزیر مبارزه علیه مواد مخدر             | حبیب‌الله قادری          | ۲۰۰۴–۲۰۰۸     | |
| وزیر مبارزه علیه مواد مخدر             | ژنرال خداداد            | ۲۰۰۸–۲۰۰۹     | |
| وزیر امور پناهندگان و عودت کنندگان     | محمد اعظم دادفر         | ۲۰۰۴-?        | |
| وزیر امور پناهندگان و عودت کنندگان     | شیرمحمد اعتباری         | ?-۲۰۰۹        | |
| وزیر امور پناهندگان و عودت کنندگان     | ژنرال عبدالکریم براهویی | ۲۰۰۹–۲۰۰۹     | |
| دادستان کل                             | محمد اسحاق الکو         |               | |
| مشاور امنیت ملی                        | زلمی رسول               |               | |